# Мицевски, Дарко
Дарко Мицевски (макед. Дарко Мицевски; род. 12 апреля 1992, Скопье) — македонский футболист, полузащитник клуба «Вардар».

## Клубная карьера
Воспитанник юношеской команды «Вардар». Летом 2009 года перешел в сербский клуб «Севойно». На следующий год стал игроком ужицкой «Слободы». В начале 2011 года вернулся в Македонию, присоединившись к «Работничкам», однако через 2 года стал игроком «Тетекса», где закрепился в качестве основного игрока. Летом 2013 перешел в сербский клуб «ОФК», через два года вернулся в «Тетекс». 2016 год снова провел в Сербии, играя за «Нови Пазар».
В феврале 2017 года прибыли на просмотр в белорусский клуб «Минск», с которым вскоре подписал контракт. За столичный клуб в Высшей лиге дебютировал 1 апреля того же года в матче против брестского «Динамо». В ноябре 2017 года по истечении срока действия контракта покинул белорусский клуб.
В январе 2018 года присоединился к ливанскому клубу «Неджмех». В июле 2018 года вернулся в Македонию, став игроком «Вардара».
В 2021 году перешел в латвийский РФС.
В 2022 году снова вернулся в Македонию, став игроком «Вардара».

## Международная карьера
Дебют за национальную сборную Северной Македонии состоялся 14 октября 2020 года в матче Лиги Наций против сборной Грузии (1:1).

## Достижения
- Серебряный призёр Македонии: 2018/19
- Обладатель Кубка Македонии: 2012/13
- Серебряный призёр Ливана: 2017/18